# Десна-2
«Десна́-2» — украинский футбольный клуб из Чернигова, фарм-клуб команды «Десна». В сезоне 2008/09 выступал во Второй лиге.

## История
В 2008 году «Десна-2» выступала в любительском чемпионате Украины, где заняла последнее 5 место в своей группе. В сезоне 2008/09 команда стартовала во Второй лиге чемпионата Украины, но уже после 15-го тура снялась с соревнований. Результаты её матчей были аннулированы (на тот момент у команды были 2 победы, 1 ничья и 12 поражений).
В 2016 году «Десна-2» была возрождена. Главным тренером назначен Сергей Бакун. Весной 2016 года команда приняла участие в Кубке Черниговской Премьер-лиги. В 1/4 финала со счётом 3:0 был обыгран «Славутич», а в полуфинале «Десна-2» проиграла команде ЮСБ-2 (1:1, по пенальти — 2:3).
20 апреля 2017 года команда стартовала в чемпионате Черниговской области. В первом матче, проведённом в Чернигове на стадионе «Локомотив», «Десна-2» уступила «Агродому» из Бахмача со счётом 0:1. По итогам сезона команда заняла 12-е место среди 13 команд чемпионата области. После выхода «Десны» в Премьер-лигу в 2018 году футболисты «Десны-2» пополнили молодёжный и юношеский составы основной команды, выступающие в первенствах среди команд U-21 и U-19.

## Статистика выступлений
| Сезон   | Лига | Лига                                    | Лига     | Лига | Лига | Лига | Лига | Лига | Лига | Лига | Лига   | Лига      | Примечания                     | Источники |
| Сезон   | У    | Дивизион                                | Место    | И    | В    | Н    | П    | МЗ   | МП   | О    | Посещ. | Бомбардир | Примечания                     | Источники |
| ------- | ---- | --------------------------------------- | -------- | ---- | ---- | ---- | ---- | ---- | ---- | ---- | ------ | --------- | ------------------------------ | --------- |
| 2008    | IV   | Любительский чемпионат Украины Группа 4 | 5 из 5   | 8    | 2    | 1    | 5    | 7    | 10   | 7    | 105    |           |                                | [ 1 ]     |
| 2008/09 | IIІ  | Вторая лига Группа «А»                  | 18 из 18 | 15   | 2    | 1    | 12   | 7    | 24   | 7    | 374    |           | Команда снялась с соревнований | [ 9 ]     |
| 2017    | V    | Чемпионат Черниговской области          | 12 из 13 | 24   | 3    | 4    | 17   | 21   | 56   | 13   |        |           |                                | [ 7 ]     |